# Elisa Penna (cestista)
Elisa Penna (Bergamo, 13 novembre 1995) è una cestista italiana.
Ala di 190 cm, ha giocato in Serie A1 con Venezia e nelle Nazionali italiane giovanili.

## Carriera
Da dicembre 2015 al 2019 ha giocato per Wake Forest University. Nella stagione 2019-20 ritorna in Serie A1 nella Reyer Venezia.

## Statistiche

### Cronologia presenze e punti in Nazionale
| Cronologia completa delle presenze e dei punti in Nazionale - Italia | Cronologia completa delle presenze e dei punti in Nazionale - Italia | Cronologia completa delle presenze e dei punti in Nazionale - Italia | Cronologia completa delle presenze e dei punti in Nazionale - Italia | Cronologia completa delle presenze e dei punti in Nazionale - Italia | Cronologia completa delle presenze e dei punti in Nazionale - Italia | Cronologia completa delle presenze e dei punti in Nazionale - Italia | Cronologia completa delle presenze e dei punti in Nazionale - Italia |
| Data                                                                 | Città                                                                | In casa                                                              | Risultato                                                            | Ospiti                                                               | Competizione                                                         | Punti                                                                | Note                                                                 |
| -------------------------------------------------------------------- | -------------------------------------------------------------------- | -------------------------------------------------------------------- | -------------------------------------------------------------------- | -------------------------------------------------------------------- | -------------------------------------------------------------------- | -------------------------------------------------------------------- | -------------------------------------------------------------------- |
| 4-3-2013                                                             | Ariano Irpino                                                        | LPA Ariano Irpino                                                    | 49 - 71                                                              | Italia                                                               | Amichevole                                                           | 6                                                                    | [ 2 ]                                                                |
| 15-5-2015                                                            | Roma                                                                 | Italia                                                               | 41 - 46                                                              | Ungheria                                                             | Amichevole                                                           | 0                                                                    | [ 3 ]                                                                |
| 16-5-2015                                                            | Roma                                                                 | Italia                                                               | 62 - 53                                                              | Ungheria                                                             | Amichevole                                                           | 4                                                                    | [ 4 ]                                                                |
| 21-5-2015                                                            | Bucarest                                                             | Romania                                                              | 60 - 47                                                              | Italia                                                               | Torneo amichevole                                                    | 2                                                                    | [ 5 ]                                                                |
| 22-5-2015                                                            | Bucarest                                                             | Senegal                                                              | 64 - 59                                                              | Italia                                                               | Torneo amichevole                                                    | 8                                                                    | [ 6 ]                                                                |
| 23-5-2015                                                            | Bucarest                                                             | Romania                                                              | 56 - 57                                                              | Italia                                                               | Torneo amichevole                                                    | 1                                                                    | [ 7 ]                                                                |
| 28-5-2015                                                            | Pordenone                                                            | Italia                                                               | 65 - 77                                                              | Australia                                                            | Amichevole                                                           | 2                                                                    | [ 8 ]                                                                |
| 30-5-2015                                                            | Caorle                                                               | Italia                                                               | 72 - 56                                                              | Australia                                                            | Amichevole                                                           | 0                                                                    | [ 9 ]                                                                |
| 4-6-2015                                                             | Orchies                                                              | Canada                                                               | 67 - 62                                                              | Italia                                                               | Torneo amichevole                                                    | 5                                                                    | [ 10 ]                                                               |
| 26-5-2017                                                            | Latina                                                               | Italia                                                               | 71 - 62                                                              | Ungheria                                                             | Torneo amichevole                                                    | 8                                                                    | [ 11 ]                                                               |
| 27-5-2017                                                            | Latina                                                               | Italia                                                               | 68 - 62                                                              | Belgio                                                               | Torneo amichevole                                                    | 6                                                                    | [ 12 ]                                                               |
| 28-5-2017                                                            | Latina                                                               | Italia                                                               | 50 - 65                                                              | Russia                                                               | Torneo amichevole                                                    | 1                                                                    | [ 13 ]                                                               |
| 2-6-2017                                                             | Roma                                                                 | Italia                                                               | 56 - 70                                                              | Grecia                                                               | Amichevole                                                           | 1                                                                    | [ 14 ]                                                               |
| 3-6-2017                                                             | Roma                                                                 | Italia                                                               | 70 - 59                                                              | Grecia                                                               | Amichevole                                                           | 2                                                                    | [ 15 ]                                                               |
| 9-6-2017                                                             | Mulhouse                                                             | Francia                                                              | 69 - 64                                                              | Italia                                                               | Torneo amichevole                                                    | 5                                                                    | [ 16 ]                                                               |
| 10-6-2017                                                            | Mulhouse                                                             | Spagna                                                               | 66 - 62                                                              | Italia                                                               | Torneo amichevole                                                    | 2                                                                    | [ 17 ]                                                               |
| 16-6-2017                                                            | Hradec Králové                                                       | Bielorussia                                                          | 60 - 80                                                              | Italia                                                               | EuroBasket 2017 - Prima fase Girone B                                | 3                                                                    | [ 18 ]                                                               |
| 17-6-2017                                                            | Hradec Králové                                                       | Italia                                                               | 53 - 54                                                              | Turchia                                                              | EuroBasket 2017 - Prima fase Girone B                                | 0                                                                    | [ 19 ]                                                               |
| 19-6-2017                                                            | Hradec Králové                                                       | Slovacchia                                                           | 61 - 68                                                              | Italia                                                               | EuroBasket 2017 - Prima fase Girone B                                | 4                                                                    | [ 20 ]                                                               |
| 20-6-2017                                                            | Hradec Králové                                                       | Italia                                                               | 49 - 48                                                              | Ungheria                                                             | EuroBasket 2017 - Qualif. ai quarti di finale                        | 2                                                                    | [ 21 ]                                                               |
| 22-6-2017                                                            | Praga                                                                | Belgio                                                               | 79 - 66                                                              | Italia                                                               | EuroBasket 2017 - Quarti di finale                                   | 5                                                                    | [ 22 ]                                                               |
| 24-6-2017                                                            | Praga                                                                | Lettonia                                                             | 68 - 67                                                              | Italia                                                               | EuroBasket 2017 - Semifinali finale 5º-8º                            | 2                                                                    | [ 23 ]                                                               |
| 25-6-2017                                                            | Praga                                                                | Italia                                                               | 71 - 54                                                              | Slovacchia                                                           | EuroBasket 2017 - Finale 7º-8º                                       | 9                                                                    | [ 24 ]                                                               |
| Totale                                                               |                                                                      | Presenze                                                             | 23                                                                   |                                                                      | Punti                                                                | 78                                                                   |                                                                      |

## Palmarès
- Campionato italiano: 2
Reyer Venezia: 2020-2021
Famila Schio: 2022-2023
- Supercoppa italiana: 2
Reyer Venezia: 2020
Famila Schio: 2022
- Coppa Italia: 2
Reyer Venezia: 2021
Famila Schio: 2023
- Campionato italiano di Serie A2: 1
Reyer Venezia: 2012-13
- Coppa Italia di Serie A2: 1
Reyer Venezia: 2013